# 喜嘉理
查爾斯·羅伯特·哈格牧師（Rev. Charles Robert Hager，1851年10月27日—1917年7月13日），漢名喜嘉理，香港中華基督教會公理堂首任主任牧師（1883-1910），1851年生於瑞士，後隨父母移民美国，加入美國國籍，1883年受美國公理宗海外傳道部差遣前往香港並廣東四邑一帶傳教。1884年5月4日在香港必列者士街的佈道所為國父孫中山先生施洗，並給國父孫中山先生登記名號“孫日新”（與逸仙同音）。

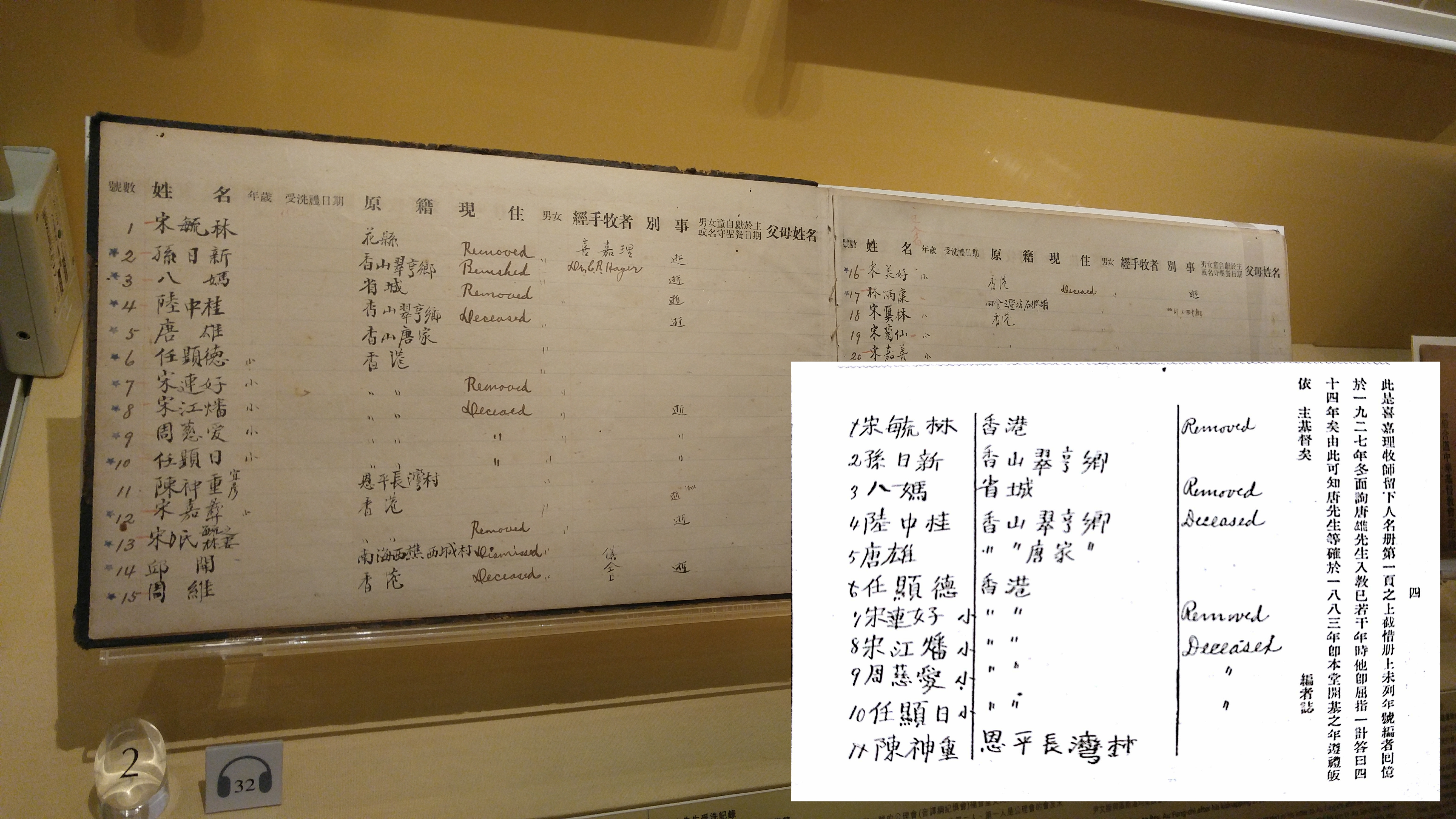
中華基督教會公理堂保存之孫中山先生洗禮紀錄，現借存於香港孫中山紀念館內，圖中圖為中華基督教會公理堂五十週年特刊內頁轉載喜嘉理牧師親筆之會友人名冊

## 生平
喜嘉理，1851年10月27日生於瑞士Nänikon，按當地出生及領洗紀錄，登記姓名為Robert Hager。1858年隨父母移民美國後一家定居於威斯康辛州索克郡Honey Creek，其父Rudolph Hager是當地糖用甜菜農戶。
1867至1878年間，喜嘉理就讀於俄亥俄州歐柏林學院。1882年5月畢業於加州屋崙的太平洋神道大學，其時喜嘉理已任屋崙埠安提阿會堂牧職。
1883年2月16日在三藩市Bethany Congregational Church被按立為牧師，隨即奉美國公理宗海外傳道部（ABCFM）差遣到香港開展「香港任務」。「香港任務」之開展，其實緣於一群旅居美國三藩市之華人信徒為家鄉同胞有機會得聞福音恆切禱告了十年之久，希望有宣教士奉差前往傳道，在此時他們的請求終於得到美部會的回應。是年2月24日，喜嘉理從三藩市乘船東京市號往香港，3月30日抵港。3月31日，美國綱紀慎會喜嘉理牧師在香港上岸。隨即租得中環必列者士街2號一幢三層高樓房，作英文學校、主日佈道聚會及宿舍之用。8月18日，喜嘉理牧師收留孫中山在其香港中環之傳道所寄宿:5喜嘉理努力學習語言，及至多年後，孫中山也稱讚他的中文說得比當代一位被譽為最擅於演講的美國華人宣教士更好。
喜喜理經常進入中國內地旅行佈道，在香港及廣東省宣教事奉建立教會凡27年，開設之學校／堂點包括：香港、油麻地、佛山、上澤、廣海、海晏街、大蓢、鶴洲、長沙塘、開平城、關村、三合、海口埠、牛尾山、尖石、赤水、四九、華安、廟邊、南村、深井、沖口、龍口里、長沙、馬崗、東安、水步、恩平城、金雞水、田頭、銅鼓、赤溪、新寧、新會城、簫村、合山、那龍、檸檬根、義興、三洲、樓崗、大溝、陽江、田畔、那篤、華龍、南坑、歇馬、河江、石灘、公益埠、倫定…等，受其施洗者包括孫中山、陸皓東等，期間曾於1891年初因病取道瑞士回美國養病，並留美三年多。
1893年10月進田納西州納許維爾大學醫學院修讀醫科，於1894年6月取得醫學士學位後回粵繼續宣教。
首任妻子Lizzie Winona Blackman，1894年6月20日於芝加哥成婚，偕夫回粵，翌年3月7日病逝於廣州，其墓碑刻著：「信道因華感　堅心十數春　在西曾設教　到粵畢其生　心同丈夫志　喜嘉是其親」的中文碑文。第二任妻子為原屬巴色會之女宣教士Maria von Rausch，1896年12月31日於香港成婚，夫婦育有兒女三人，Robert Morrison Hager、Elsie Hager及Harold Charles Hager。

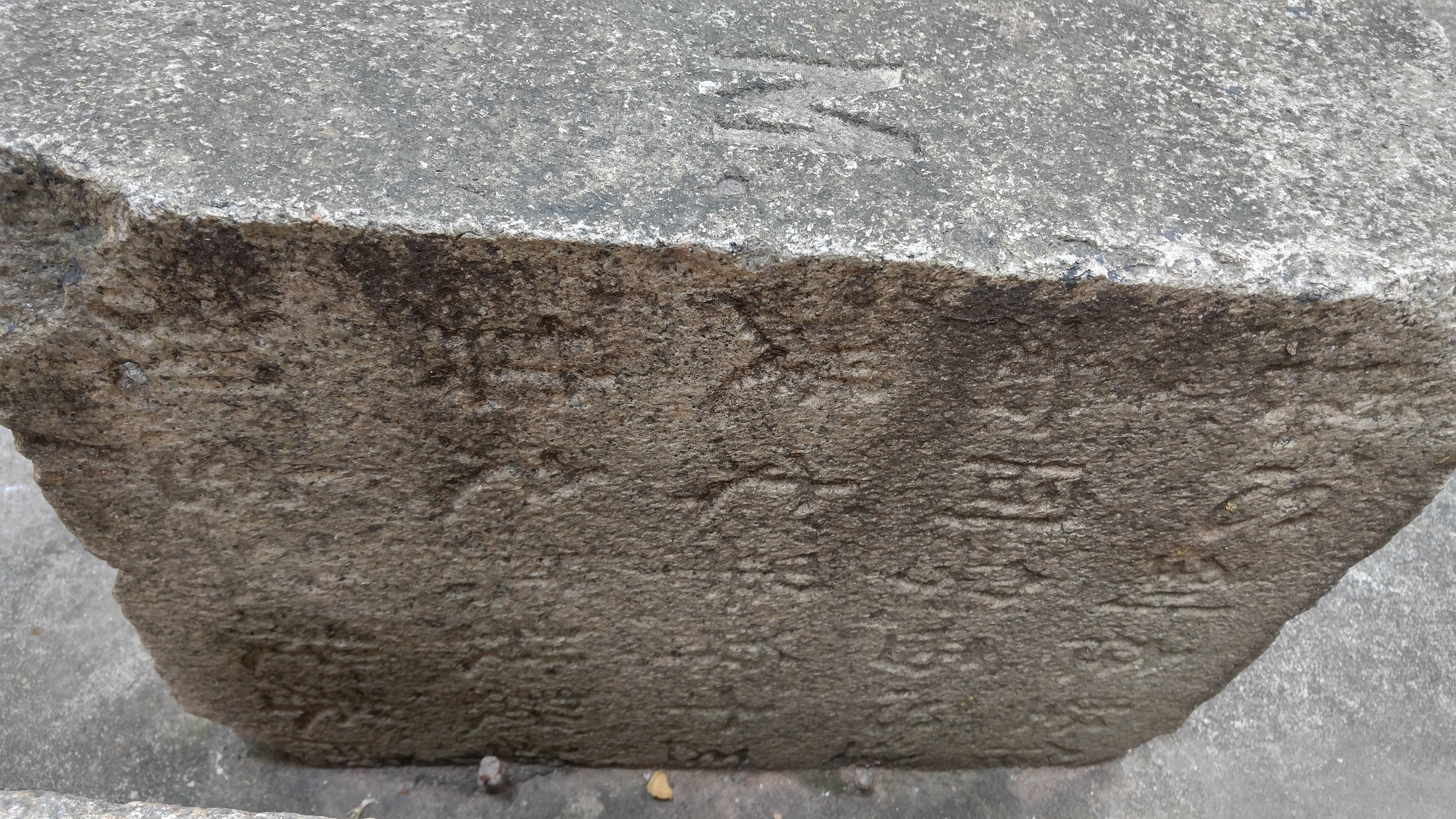
喜嘉理牧師首任妻子Mrs. Lizzie B. Hager原安葬於廣州東門外的基督教宣教士墓園，後來隨著市區發展被遷葬重置到大窩嶺，惟在遷墓時卻有一截殘碑給遺下了在永福西約23號門外。後來經《省城風物》陳曉平先生發現及撰文報導，殘碑現已被重置回大窩嶺墓園。

1910年初因病再次回美，結束海外宣教生涯。回美後，喜嘉理仍常在華人及印度人群體中作傳道服務，及至1917年7月13日，於加州克萊蒙特因胃癌病逝，與妻子合葬於加州Oak Park Cemetery（页面存档备份，存于）。
按其繼任人翁挺生牧師所撰《公理會在粵東百年來之略史》：「…綜計其來粵二十七載，專注意于四鄉傳道，披荊斬棘，備受艱辛，開設教堂及宣道所共四十餘處，接收男女老少受水禮者，五千三百三十四人，開辦學校二十九所，有學生七百五十餘名。…」
一位知交密友訴說喜嘉理生命中有三樣突出的特質：極度的友善、有著極大的興趣和渴望去影響四周使之得著好處、對宣教使命的熱心。美部會的《傳教士先驅報》在報導其死訊時，第一句便用上「美部會差到中國的宣教士，從無一個比喜嘉理更盡忠…」來評價他。

## 相關新聞
CHINESE PIRATES ROB A MISSIONARY, "San Francisco Call" Volume 99 Number 129 p.41, 8 April 1906（页面存档备份，存于）

## 相片集
喜嘉理牧師酷愛攝影，並常以所拍之照片募捐，以資助傳道經費：

Photos by C.R. Hager@Basel Mission Archives (BM Archives)（页面存档备份，存于）

## 著作／翻譯作品
《Looking Unto Jesus》、《Bible Questions and Answers》、《Yearly Calendar》、《Duties of Christians》

## 外部連結
- 在Find a Grave上的喜嘉理